# Porsche Type 12
Pour les articles homonymes, voir Porsche et 12.
La Porsche Type 12 (surnommée Auto für Jedermann, voiture pour tous, en allemand) est un prototype de voiture du constructeur automobile allemand Porsche, créé par Ferdinand Porsche en 1931, considéré comme le premier pré-prototype historique des Volkswagen Coccinelle (1938) et Porsche 911 (1957).

## Histoire
Après avoir fondé Lohner-Porsche en 1897, puis dirigé Daimler-Mercedes-Benz dans les années 1920, Ferdinand Porsche fonde sa société bureau d'études Porsche (Porsche Büro) à Stuttgart en 1931, avec son fils Ferry Porsche et quelques anciens collaborateurs de son précédent employeur. 

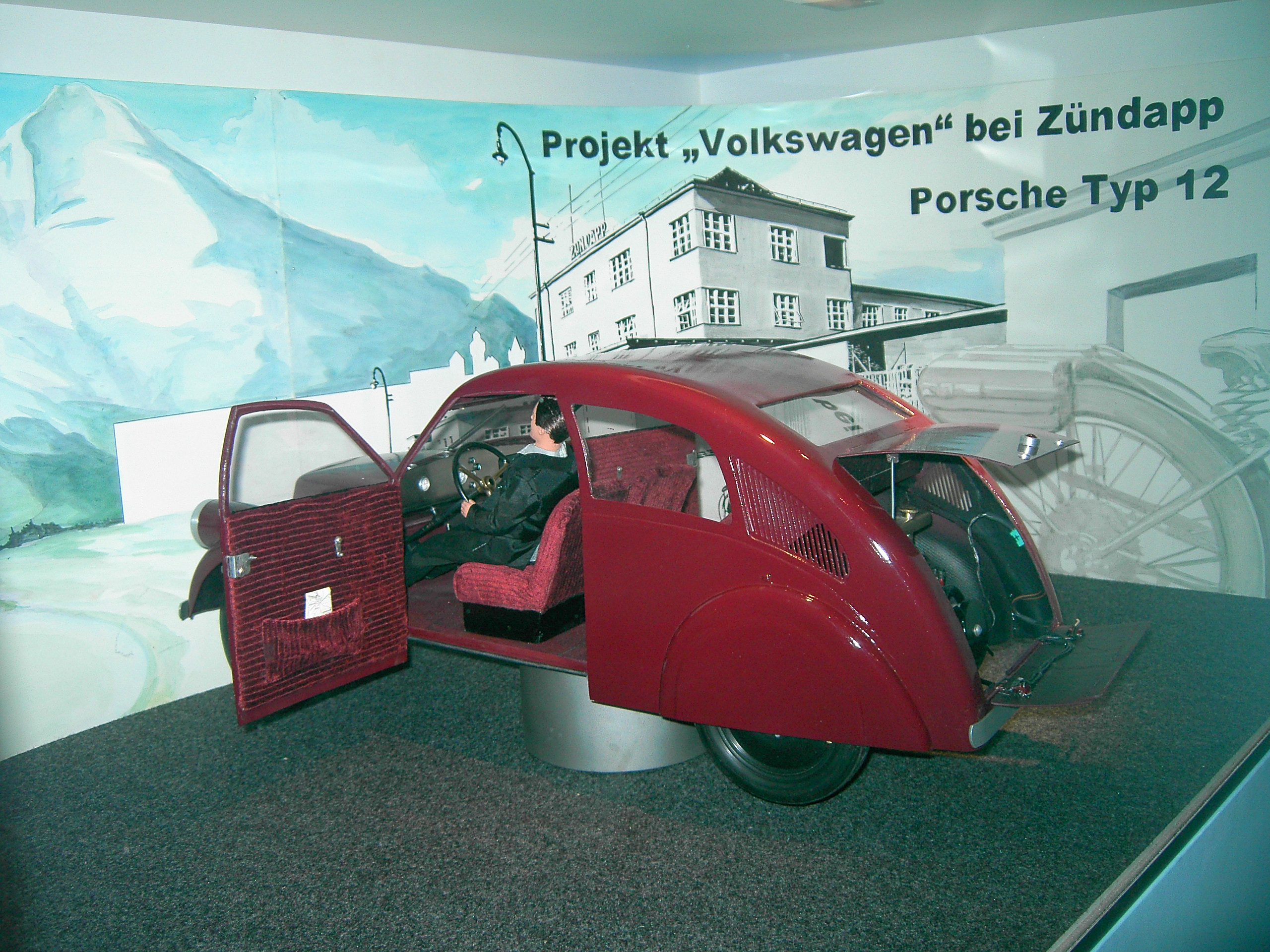
Réplique
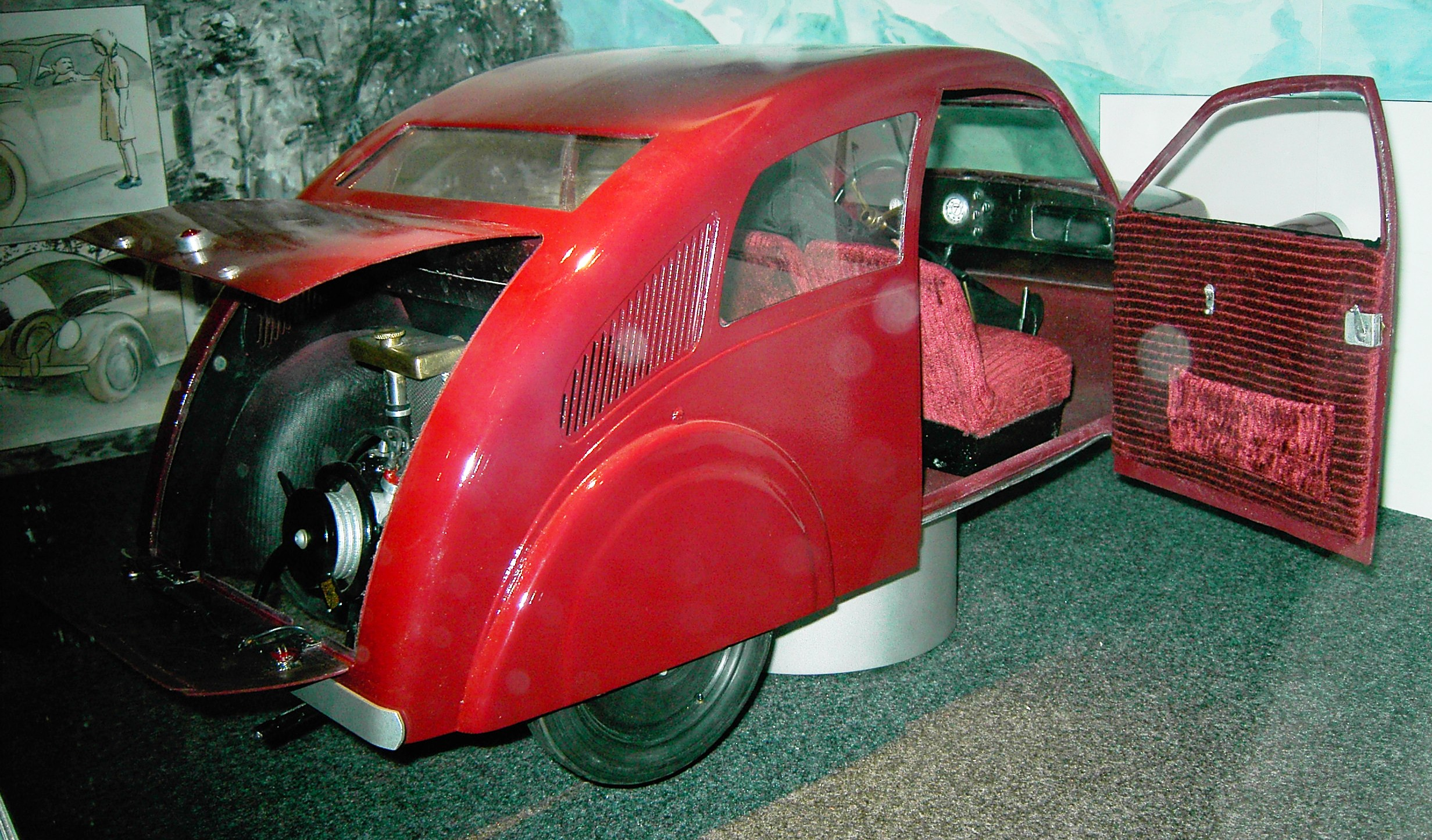
Réplique
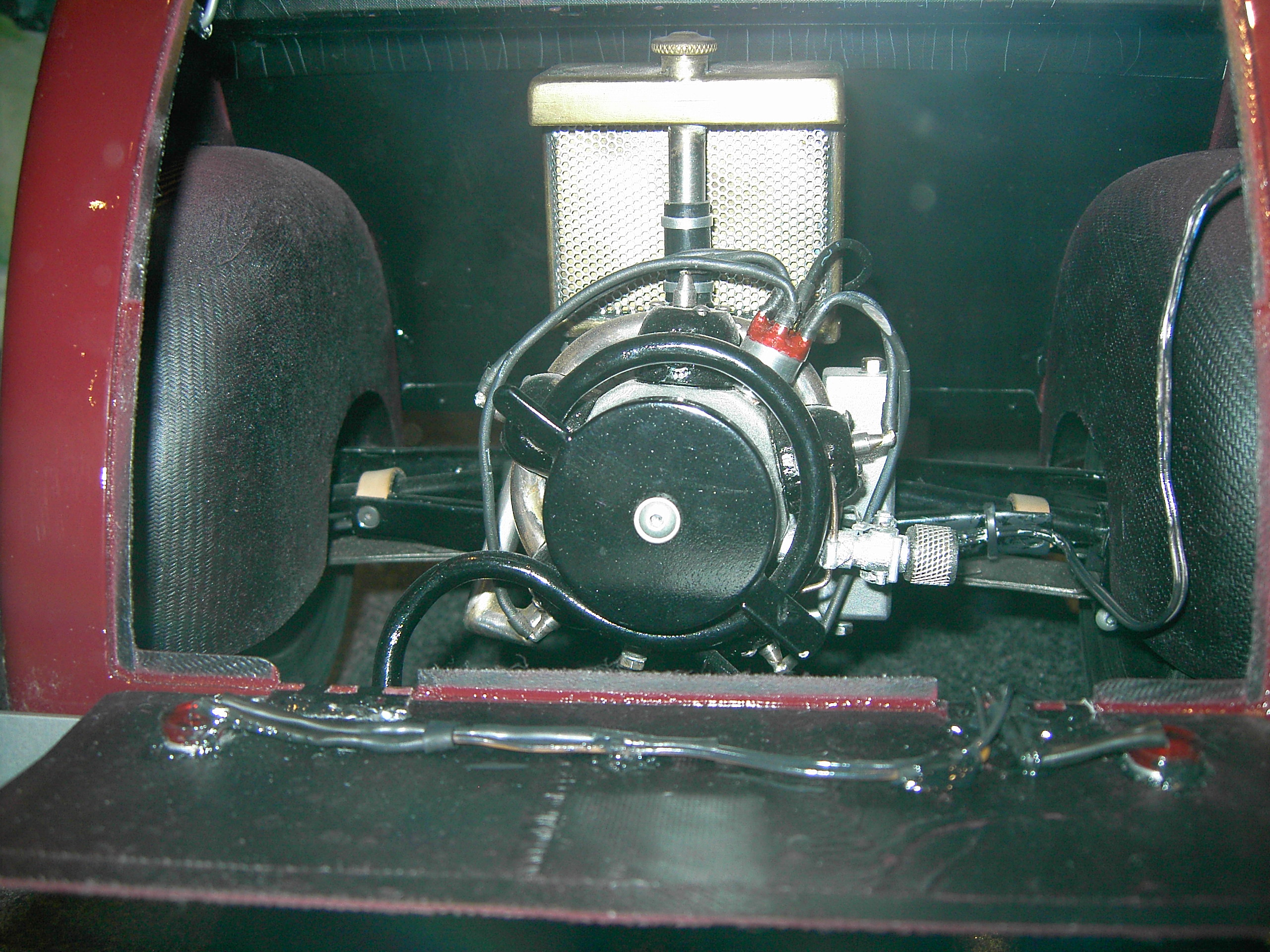
Moteur en étoile 5 cylindres

Il crée alors entre autres son premier moteur à plat boxer 4 cylindres Porsche de 985 cm³, et ce prototype Porsche Type 12 de 1931, projet n°12 de la marque, de petite voiture peu coûteuse de type cyclecar amélioré d'entre-deux-guerres, pour le constructeur de motos allemand Zündapp. Il en fabrique 3 modèles en 1932, avec une carrosserie fastback aux formes arrondies simplifiées du designer Volkswagen-Porsche Erwin Komenda, une suspension arrière à essieu oscillant, et ses moteur à plat 4 cylindres, ou moteur en étoile arrière 5 cylindres Porsche. Zündapp (puis NSU) ne donnent alors pas suite à la commercialisation de ce prototype,.

Quelques évolutions
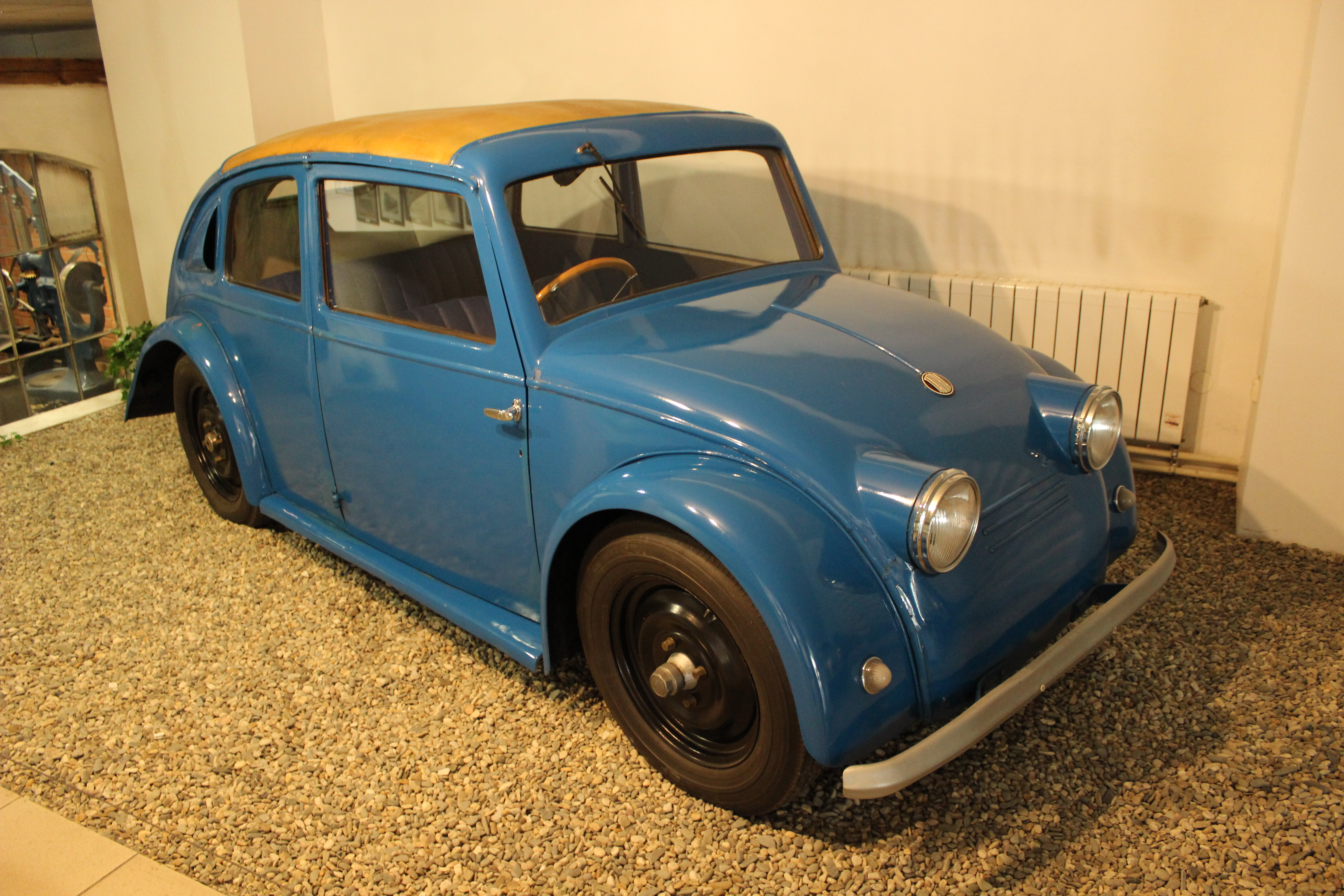
Prototype Tatra V570 (1931)
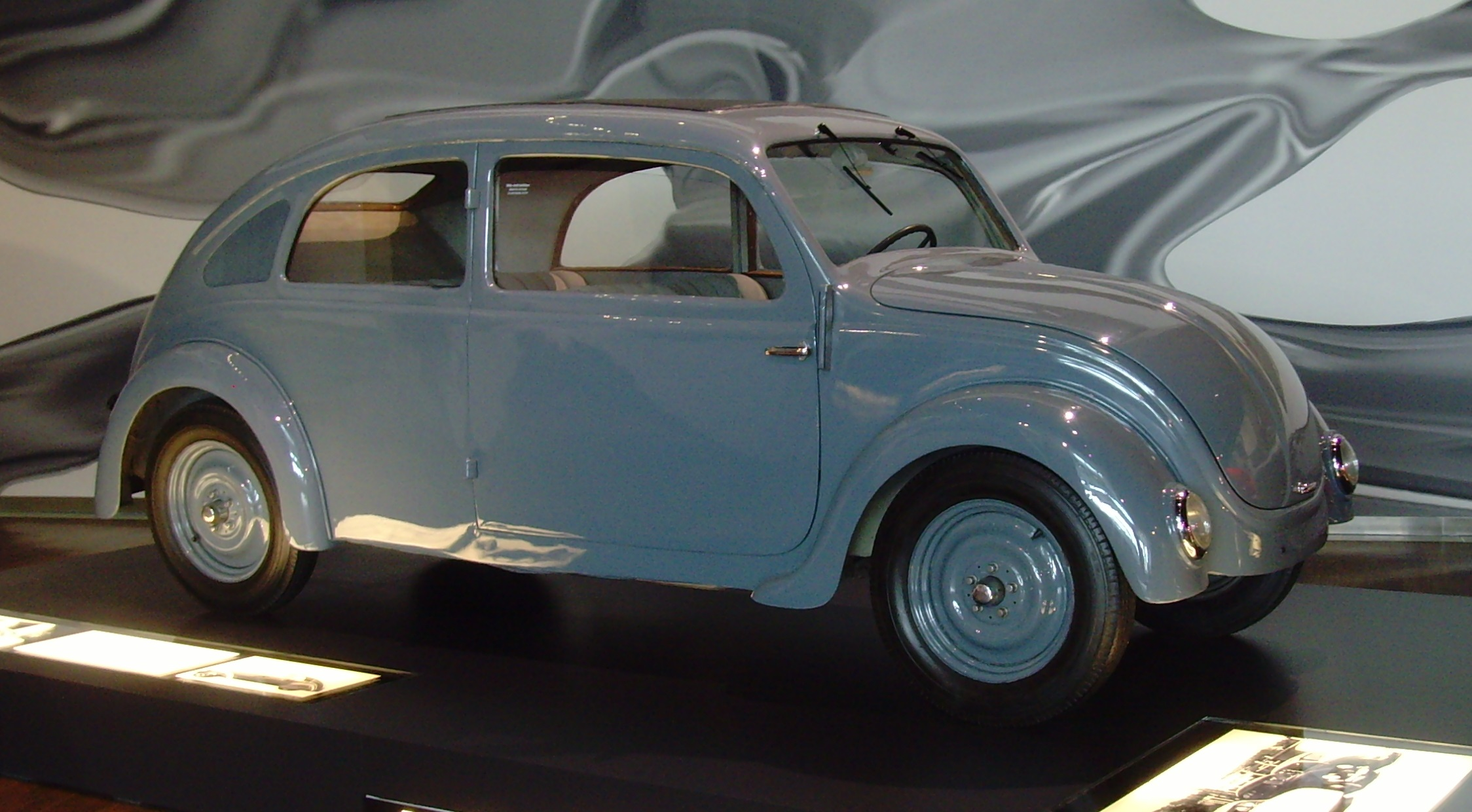
Porsche Type 32 (1933)
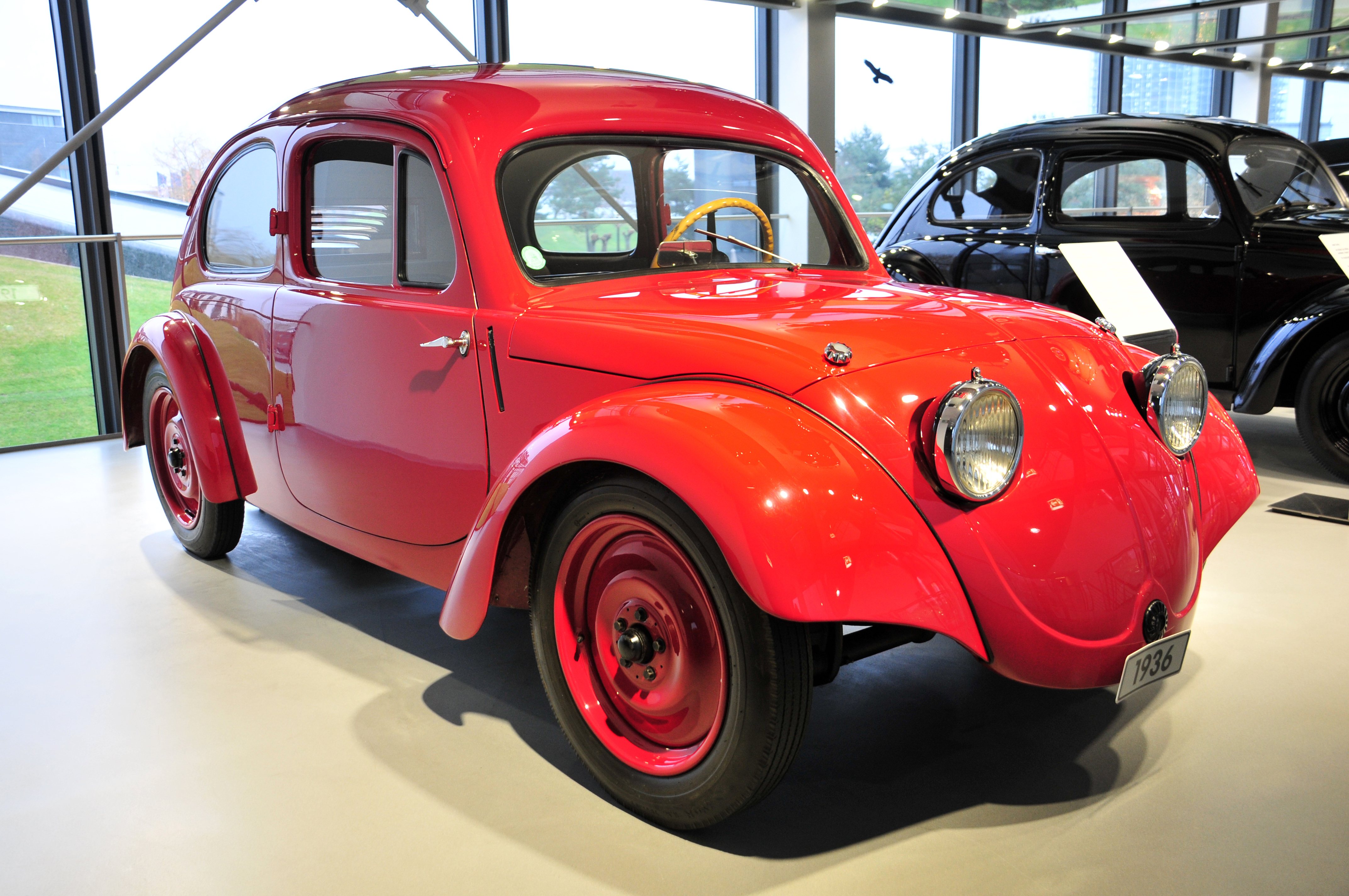
Porsche Type 60 (1936)

Ce modèle est suivi des prototypes améliorés Porsche Type 32 de 1933, puis Porsche Type 60 de 1936 (ou Kdf-Wagen),,, commercialisé sous forme de Mercedes-Benz 170 H de 1936, et modèle d'inspiration des prototypes de Citroën 2 CV TPV de 1937.
Ferdinand Porsche fonde alors l'industrie Volkswagen (voiture du peuple, en allemand) en 1937, pour industrialiser les versions  Volkswagen Kommandeurswagen (en), Volkswagen Kübelwagen, et Volkswagen Schwimmwagen de l'armée allemande de la Seconde Guerre mondiale, et la Kdf-Wagen (Volkswagen Type 1) à plus de 1000 exemplaires, renommée Volkswagen Coccinelle après-guerre, et vendue à plus de 21 millions d'exemplaires dans le monde. 

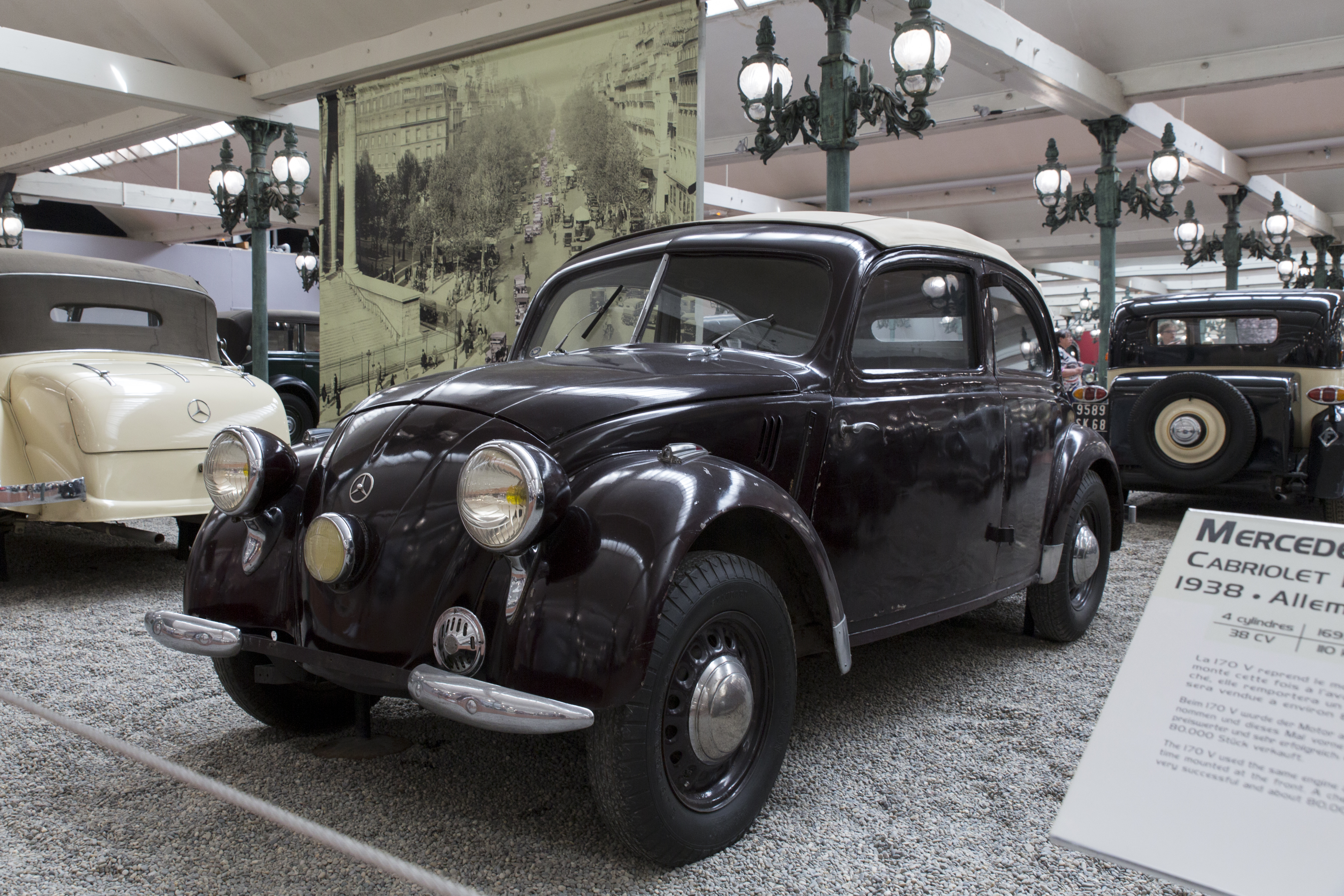
Mercedes-Benz 170 H (1936)
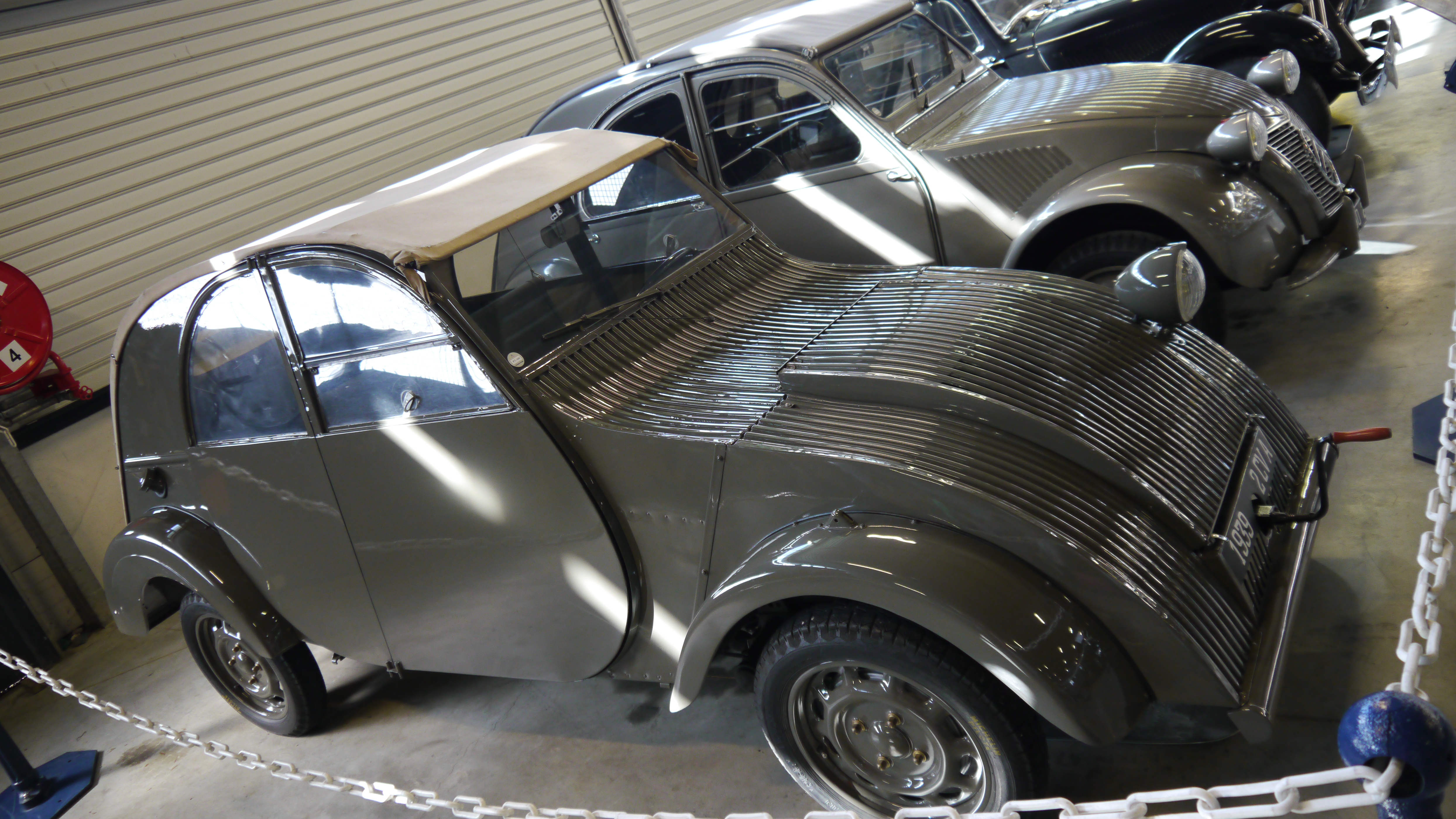
Prototype Citroën 2 CV TPV (1937)
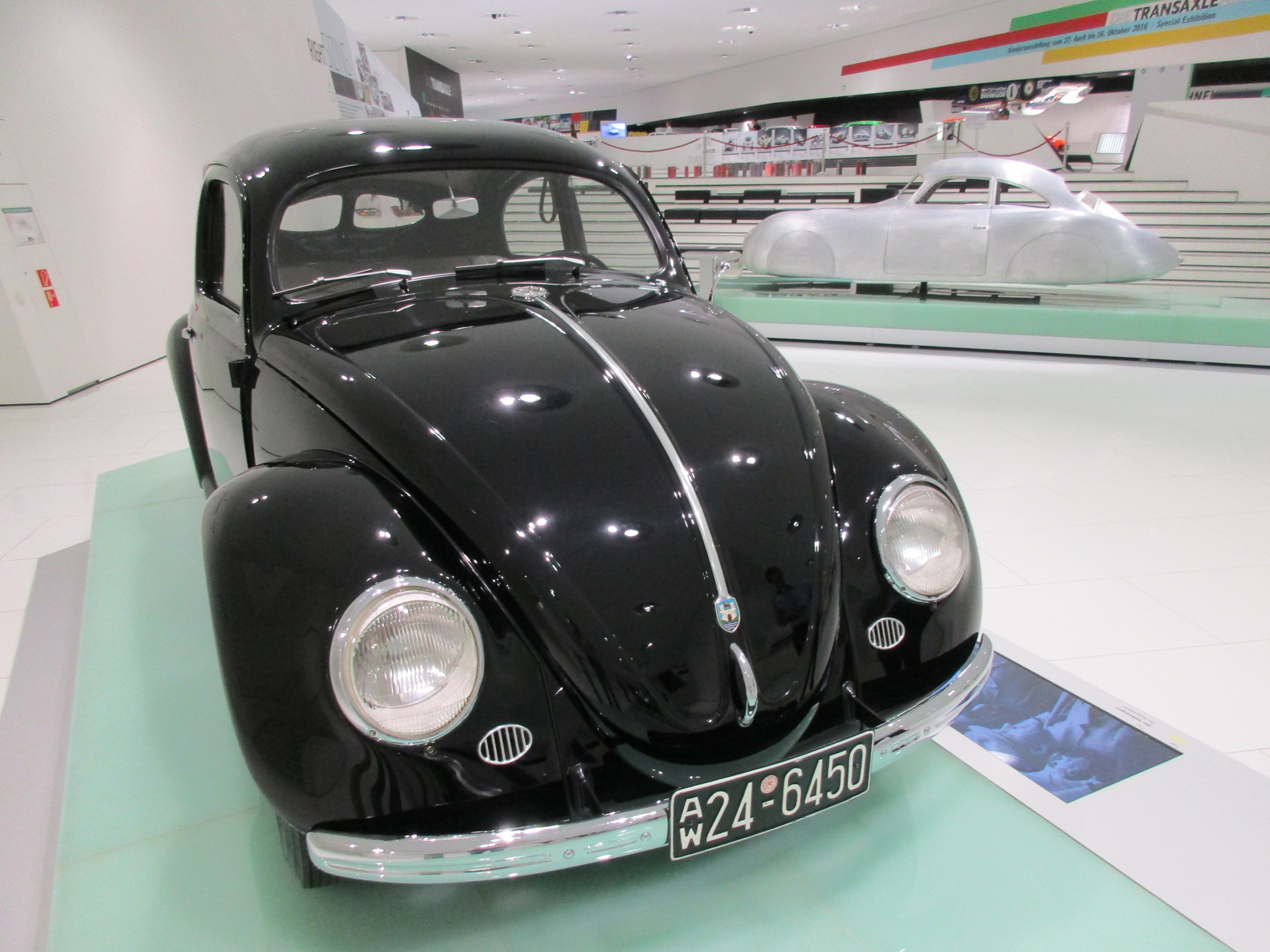
Volkswagen Type 1 ou Volkswagen Coccinelle (1938)
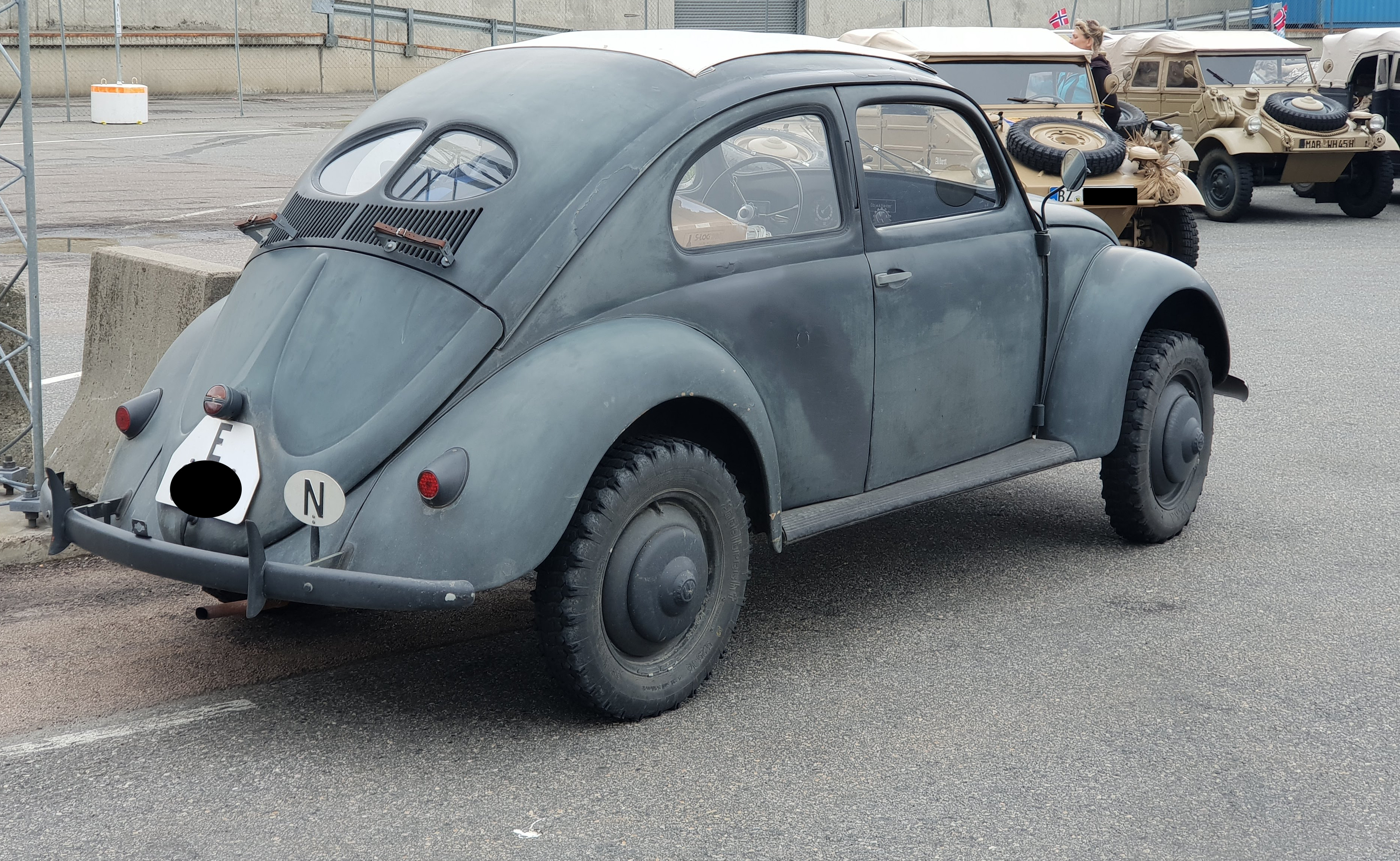
Volkswagen Kommandeurswagen (en) (1941)

Son prototype de Porsche Type 64 à moteur à plat 4 cylindres de 1938 est à l'origine des Porsche 356, Porsche 550, et Porsche 911 d'après-guerre.

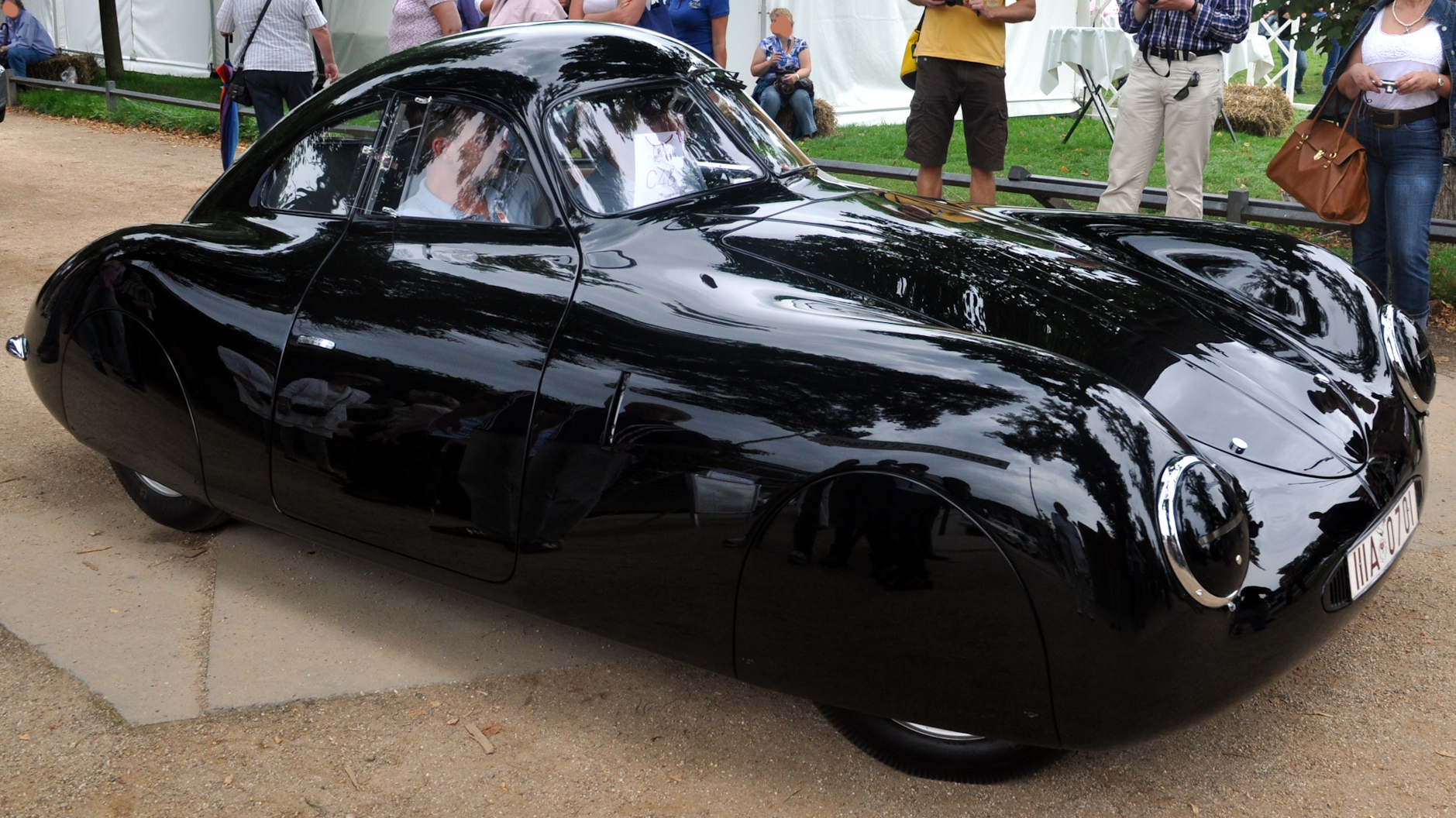
Porsche Type 64 (1938)
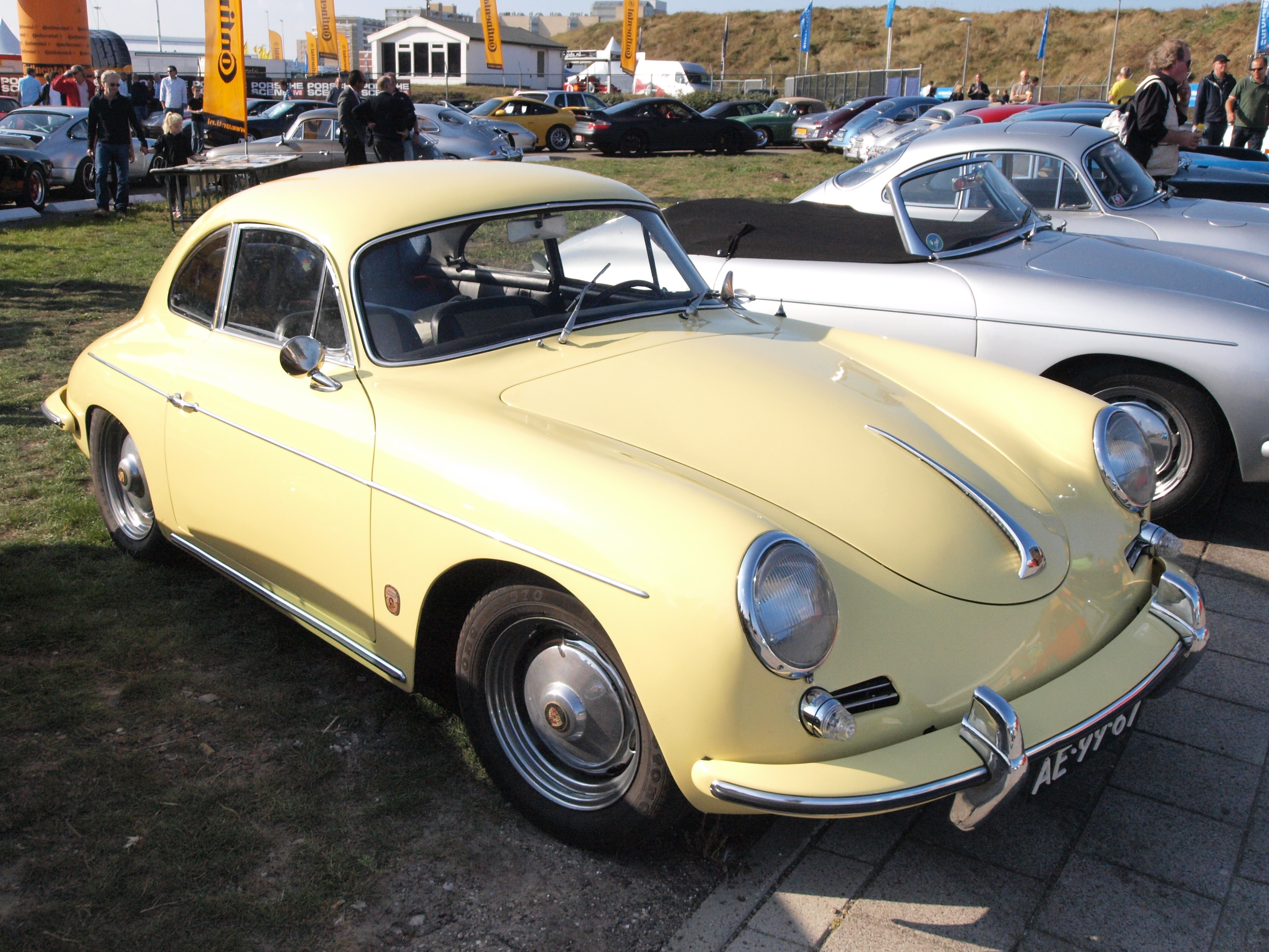
Porsche 356 (1948)
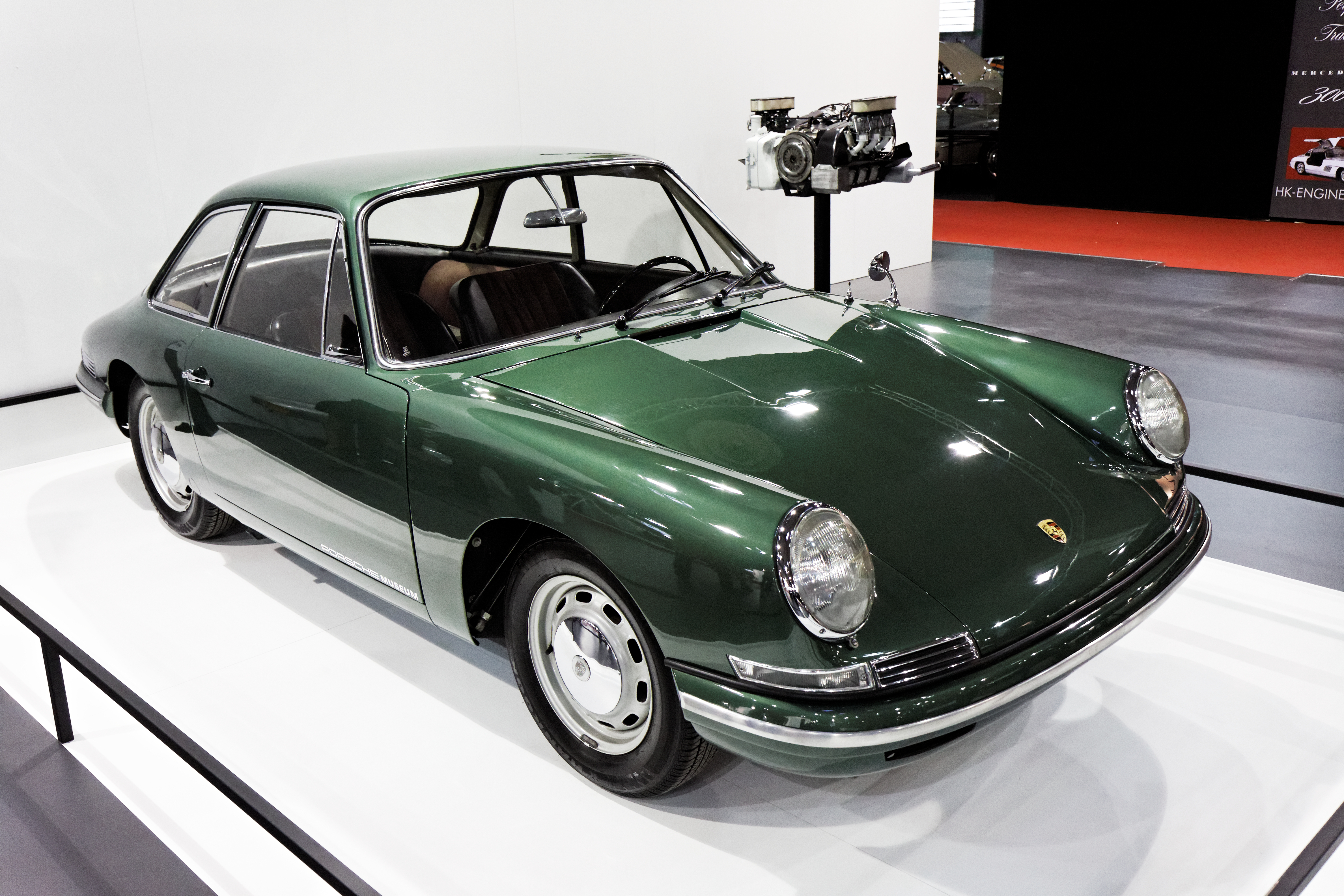
Prototype Porsche Type 754 T7 (1957)
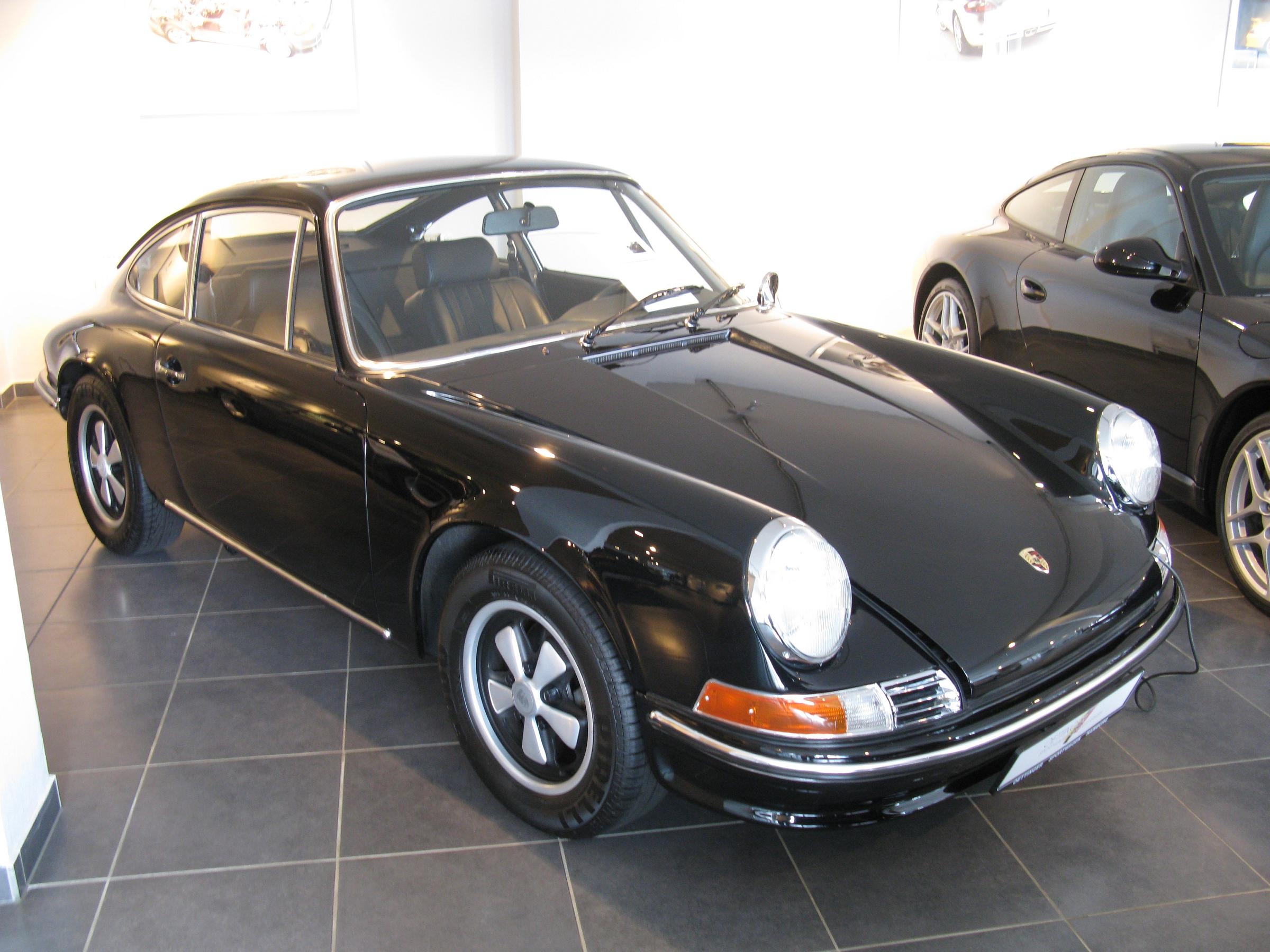
Porsche 911